# Luzeret
Luzeret település Franciaországban, Indre megyében. Lakosainak száma 155 fő (2022. január 1.). Luzeret Oulches, Prissac, Rivarennes, Sacierges-Saint-Martin, Thenay és Vigoux községekkel határos.

## Népesség
A település népességének változása:
| Lakosok száma | 306  | 214  | 161  | 155  | 144  | 149  | 153  | 155  | 155  | 155  |
|               | 1968 | 1982 | 1990 | 2006 | 2013 | 2015 | 2017 | 2019 | 2020 | 2022 |